# Trachyspina illamurta
Trachyspina illamurta is een spinnensoort uit de familie Trochanteriidae. De soort komt voor in Noordelijk Territorium.